# Giraumont (Meurthe-et-Moselle)
Giraumont település Franciaországban, Meurthe-et-Moselle megyében. Lakosainak száma 1370 fő (2022. január 1.). Giraumont Doncourt-lès-Conflans, Hatrize, Jarny, Jouaville, Labry és Moineville községekkel határos.

## Népesség
A település népességének változása:
| Lakosok száma | 1826 | 1186 | 1171 | 1178 | 1292 | 1371 | 1320 | 1336 | 1349 | 1370 |
|               | 1968 | 1982 | 1999 | 2006 | 2011 | 2015 | 2017 | 2018 | 2020 | 2022 |